# Robert Cecil (1er comte de Salisbury)
Pour les articles homonymes, voir Robert Cecil et Cecil.
Robert Cecil (1er juin 1563 – 24 mai 1612), 1er comte de Salisbury, est ministre sous Élisabeth Ire d'Angleterre (qui le surnomme « le pygmée ») et Jacques Ier d'Angleterre. Protégé de Francis Walsingham, il prend sa succession en 1590.

## Biographie
Fils du baron William Cecil et demi-frère de Thomas Cecil, il fait ses études au St John's College (Cambridge),, puis à la mort de Francis Walsingham devient en 1590 Secrétaire d'État. À la mort de son père en 1598, il devient l'un des ministres les plus influents de la reine Élisabeth Ire. Il s'oppose aux vues de Robert Devereux, mais n'obtient gain de cause qu'après l'échec de son rival en Irlande au cours de la Guerre de neuf ans en 1599. Il joue un rôle de premier plan dans la condamnation du comte d'Essex et devient ainsi l'homme-clef dans la succession au trône d'Angleterre de Jacques Ier.
Il est comblé de faveurs par le nouveau souverain, qui l'élève à la pairie d'Angleterre le 20 août 1603 avec le titre de baron Cecil d'Essendon (comté de Rutland), avant de le faire vicomte Cranborne en 1604 puis comte de Salisbury en 1605. Lord Salisbury est principalement chargé de la sécurité de l’État. En tant que fils du ministre Burghley et protégé de Francis Walsingham, il est parfaitement au fait des questions de renseignement. En 1603, il fait arrêter son beau-frère Lord Cobham, impliqué dans deux conspirations visant Jacques Ier, le Bye Plot et le Main Plot, et destinées à placer Lady Arbella Stuart sur le trône d'Angleterre. La même année, Cecil échange avec Jacques Ier, Theobalds House de Cheshunt, lieu ancestral de la famille Cecil contre le palais royal de Hatfield, la résidence emblématique de la dynastie des Tudor puisque 4 des 5 souverains y séjourneront. Sur ce site, Robert Cecil construit, en 1611, Hatfield House.
Cecil est chargé de négocier avec Henri IV, roi de France, pour traiter de la paix avec l'Espagne.
Salisbury est en outre chancelier du Trinity College de Dublin et de l'université de Cambridge de 1601 à 1612. Comme les autres membres de sa famille, c'est un mécène qui pensionne le géographe Richard Hakluyt, ainsi que les compositeurs William Byrd, Orlando Gibbons et Thomas Robinson. William Byrd lui dédie à sa mort en 1612 une pavane en hommage à son titre (The Earl of Salisbury), pièce pour orgue qui devient au XXe siècle un standard de guitare classique du fait de l'adaptation qu'en fait le guitariste anglais John Renbourn ,.

## Culture populaire
- Dans la série Gunpowder, son personnage est interprété par Mark Gatiss.
- Dans le film Anonymous, son personnage est interprété par Edward Hogg